# Ingeborg Hegardt
Ingeborg Matilda Hegardt, född Tamm 18 februari 1880 i Tveta församling, Stockholms län död 13 maj 1970 i Stockholm, var en svensk moderat politiker. Hon var syster till Olof Tamm, Hildegard Tamm, Alfhild Tamm och Märta Tamm-Götlind.  Från 7 april 1906 var hon gift med Peter Hegardt.
Hegardt valdes vid förbundets årsmöte 1920 in i styrelsen för Hallandsmoderaterna. Hon placerades inför andrakammarvalet 1921 på Hallandsmoderaternas riksdagslista på femteplats och blev inte invald då bara tre moderater kom in i riksdagen i Hallands läns valkrets. Även vid valet 1924 stod hon på femteplats på riksdagslistan vilket inte heller räckte denna gång. Under mandatperiodens gång avsade sig dock Erik Uddenberg sin riksdagsplats och efterträdaren Charley Fager avled, vilket innebar att Hegardt 1928 blev den första kvinnliga riksdagsledamoten i Hallands läns valkrets. Hennes riksdagsmandat blev inte förnyat efter att moderaterna i valet 1928 tappat ett mandat i valkretsen.
Ingeborg Hegardt ligger begraven på Norra begravningsplatsen i Stockholm.